# 나인 먼쓰
《나인 먼쓰》(Nine Months)는 미국에서 제작된 크리스 콜럼버스 감독의 1995년 코미디 영화이다. 휴 그랜트 등이 주연으로 출연하였고 크리스 콜럼부 등이 제작에 참여하였다. 샌프란시스코 베이 에어리어에서 촬영되었다.

## 출연

### 주연
- 휴 그랜트
- 줄리안 무어
- 톰 아놀드
- 조안 쿠삭
- 제프 골드브럼

### 조연
- 조이 심린
- 애슐리 존슨
- 미아 코벳
- 로빈 윌리엄스

## 기타
- 원작자: 빠트릭 브라우드
- 협력프로듀서: 파울라 두프리 페스만
- 사운드디자인: 랜디 돔
- 미술: 안젤로 P. 그레이엄
- 의상: 제이 헐리